# Папа, Марио
Марио Рауль Папа (исп. Mario Raúl Papa; 4 августа 1925, Пергамино, Буэнос-Айрес — 25 января 2007, Санта-Фе) — аргентинский футболист, выступавший на позиции нападающего.

## Клубная карьера
Марио Папа родился в Пергамино, провинция Санта-Фе. Его детство прошло в небольшом городке Ухес, к югу от Санта-Фе, где он был нападающим местной футбольной команды «Эль Спортиво». В апреле 1945 года он отправился в Большой Буэнос-Айрес, где успешно прошёл просмотр в клубе «Сан-Лоренсо».
В чемпионате Аргентины за «святых» дебютировал 16 мая 1948 года против «Индепендьенте». Всего он сыграл 67 игр, забив 39 голов. Он стал лучшим бомбардиром чемпионата Аргентины 1950 года, забив 24 гола. Папа был близок к переходу в итальянский «Интернационале», но чрезмерные финансовые запросы руководства клуба не позволили ему переехать в Милан. Позже играл за «Платенсе» и «Химнасия и Эсгрима».